# Mileewa hyalinata
Mileewa hyalinata är en insektsart som beskrevs av Evans 1955. Mileewa hyalinata ingår i släktet Mileewa och familjen dvärgstritar. Inga underarter finns listade i Catalogue of Life.